# Felipe Carrillo Puerto (ville)
Pour les articles homonymes, voir Felipe Carrillo Puerto (homonymie).
Felipe Carrillo Puerto est une ville de l'État de Quintana Roo au Mexique. Elle est la capitale de la municipalité de Felipe Carrillo Puerto. Elle est située au centre de l'État, dans la région maya.

## Histoire
La ville est fondée par des Mayas au XIXe siècle sous le nom de Chan Santa Cruz, et elle est le principal bastion des rebelles mayas durant la guerre des castes. Finalement prise par l'armée mexicaine au tournant du XXe siècle, la ville est renommée Santa Cruz de Bravo. Dans les années 1920, elle est la capitale du territoire de Quintana Roo avant que celui-ci n'accède au statut d'État parmi les États mexicains. En 1930, elle reçoit son nom actuel en l'honneur de l'homme politique socialiste Felipe Carrillo Puerto, défenseur des droits des Mayas.